# Lykken er at blive hørt
|  | Denne artikel er oprettet af botten PalnaBot ud fra en ekstern database. Den kan derfor have sproglige fejl eller mangler. Denne skabelon kan fjernes efter kontrol af indholdet. |

Lykken er at blive hørt er en film instrueret af Anja Dalhoff.

## Handling
Et portræt af fire brugere af Mødrehjælpen og et signalement af de dårlige vilkår, som mange mennesker lever under. Alicia er en enlig mor til et tvillingepar og har i 7 år kæmpet for at få en menneskeværdig bolig. Nina på 19 år er højgravid og har valgt at ville være alene med sit kommende barn. Tina og Ebbe er et par, som har fået tvangsfjernet to børn og slås for at få dem tilbage. Og Sarah, der har psykiske problemer og af den grund har overladt sine to børn til faderen.